# ويليام كونر
ويليام كونر (بالإنجليزية: William Conner)‏ هو سياسي أمريكي، ولد في 10 ديسمبر 1777 بمقاطعة تسكاراواس في الولايات المتحدة، وتوفي في 28 أغسطس 1855 بنوبلسفيل في الولايات المتحدة. انتخب عضو مجلس نواب إنديانا.